# Delmiro Gouveia (Alagoas)
Delmiro Gouveia  (anteriormente Pedra) é um município brasileiro no estado de Alagoas, Região Nordeste do país, localizado na Mesorregião do Sertão Alagoano, Microrregião Alagoana do Sertão do São Francisco, na latitude 9,38° S e longitude 37,99° O. Tem área de 605,395 km². Faz divisa com os municípios alagoanos de Pariconha, Água Branca e Olho d'Água do Casado, e com os estados de Pernambuco, Sergipe e Bahia. Está localizada a 256 metros acima do nível do mar.
Delmiro Gouveia é o único município de Alagoas que faz divisa com a Bahia, e um dos dez únicos municípios brasileiros a fazerem divisa com três ou mais outros estados ou países ao mesmo tempo. Os demais são Acrelândia (AC), Barreiras do Piauí (PI), Carneirinho (MG), Caroebe (RR), Corumbá (MS), Laranjal do Jari (AP), Mateiros (TO), Oriximiná (PA)  e Porto Velho (RO).
Com mais de 50 mil habitantes, é a cidade mais populosa e mais influente do Sertão Alagoano. Tem um clima semiárido.

## Topônimo
A cidade tem esse nome em homenagem ao industrial cearense Delmiro Augusto da Cruz Gouveia, responsável pela implantação de vários empreendimentos na região.

## História
As terras do atual município de Delmiro Gouveia, somadas às de Mata Grande, Piranhas e Água Branca, faziam parte das sesmarias que foram levadas a leilão, em Recife, no ano de 1769. O capitão Faustino Vieira Sandes, arrematador das terras, instalou uma fazenda de gado e, a partir daí, começaram a desenvolver-se os núcleos de povoamento. Os três irmãos da família Vieira Sandes foram os primeiros habitantes das terras onde hoje está situado o município, segundo consta nos registros da Prefeitura Municipal. Foi o capitão Faustino Vieira Sandes quem arrematou as terras e nelas instalou uma fazenda de gado que deu origem aos primeiros núcleos de povoamento.
Entre os núcleos formados, estava o povoado de Pedra, assim denominado devido às rochas existentes no lugar. Esse povoado se constituiu a partir de uma estação da ferrovia de propriedade da empresa britânica Great Western Railway.
Um fato importante da história da região foi a visita do Imperador D. Pedro II à cachoeira, datada de 20 de outubro de 1859 e assinalada por um marco de pedra, erguido no local.
Em 1871, o livro Geografia Alagoana de Tomaz do Bomfim Espíndola, não faz nenhuma referência a existência do povoado Pedra. Em 1897, no Almanaque Administrativo do Estado de Alagoas, o local já aparece como um povoado do município de Água Branca.

### Delmiro Gouveia
O homem que transformou a história de toda a região somente chegou ao lugarejo em 1903, vindo do Recife. Negociando com couros de bovinos e peles de caprinos, Delmiro Gouveia estabeleceu-se naquelas plagas. Para poder montar uma indústria de linhas, obteve a isenção de impostos. Conseguiu também uma concessão para explorar as terras áridas daqueles rincões, bem como para construir uma usina hidrelétrica, utilizando a energia de uma das várias cachoeiras do rio São Franciscopresentes no município. Em 1913, começou a funcionar a usina hidrelétrica de Angiquinho, a segunda da América do Sul (a primeira foi a de Marmelos, em Minas Gerais), que fornecia energia elétrica para todo o vilarejo. A Companhia Agro-Fabril Mercantil, indústria que fabricava linhas de coser, foi instalada em 1914, atraindo muitos moradores para a região e trazendo o desenvolvimento.
A fábrica proporcionou grande geração de empregos, transformando aquela área na primeira vila operária do Sertão. Além da energia elétrica, a vila dispunha ainda de água encanada, telégrafo, telefone, tipografia, capela, cinema, lavanderias, fábrica de gelo, grandes armazéns de depósitos e escola para crianças e adultos. Os habitantes não pagavam pela água e eletricidade consumidas, mas não podiam portar armas nem consumir bebidas alcoólicas. Quem jogasse lixo nas ruas recebia uma multa, para conscientizar-se do seu erro e preservar a limpeza pública. As casas dos moradores tinham um alpendre largo na frente, ao estilo das construções italianas, e possuíam quatro cômodos. Grande foi o progresso e enorme a prosperidade da vila graças ao arrojado empreendimento, que concorria com poderosos grupos multinacionais.
Infelizmente, após o assassinato de Delmiro Gouveia, em 1917, os herdeiros não conseguiram manter a empresa por muito tempo. Em 1927, a firma pernambucana Menezes Irmãos e Cia. comprou as ações dos proprietários. Os novos empresários, sem o apoio necessário do governo, não conseguiram superar a crise financeira e restabelecer o funcionamento da fábrica. Enfim, em 1929, sem perspectivas de viabilidade, a fábrica e todos os acessórios foram vendidos à empresa britânica Machine Cottons (atualmente Coats Corrente no Brasil), que imediatamente mandou fechar e desmantelar a fábrica para eliminar a concorrência.
Moreno Brandão, em um artigo escrito para a Agência Brasileira e publicado no jornal Correio Paulistano em 2 de maio de 1930, noticia o falecimento em Maceió do Coronel Manuel Francisco Corrêa Telles, então com 85 anos, e informa ter sido ele quem fundou a localidade chamada Pedra.

### Elevação a distrito
Em 1 de novembro de 1938, o decreto-lei 846 criou o distrito com o nome de Pedra, mais tarde renomeado Delmiro pelo Decreto nº 2.909, de 30 de dezembro de 1943. Em 30 de março de 1941, foi criada a Paróquia de Nossa Senhora do Rosário, que hoje se encontra sob a jurisdição eclesiástica da Diocese de Palmeira dos Índios. 

### Emancipação
O distrito de Delmiro foi elevado à categoria de município, com a denominação de Delmiro Gouveia, pela Lei Estadual n.º 1.628, de 16 de junho de 1952, sendo desmembrado de Água Branca e instalado em 14 de fevereiro de 1954. O primeiro prefeito do município, Alfredízio Gomes de Menezes, nomeado pelo então governador Arnon de Mello, permaneceu à frente da prefeitura por apenas um ano.
Radiodifusão
A radiodifusão local começou em 1995 com a Rádio Delmiro nas frequências de AM 760 e em FM 89,9 com torre de transmissão no Mirante do Carvalho em Agua Branca, Alagoas, hoje a Rádio Delmiro AM é a Rádio da Vila FM 93.9

Rádio Delmiro FM 89,9
Rádio da Vila FM 93.9 (Antes Rádio Delmiro AM 760)
Rádio Correio FM 91,9 
Rádio Angiquinho FM 98,5 (com sede no distrito de Barragem Leste)
Rádio Alternativa FM 98,5 (com sede no centro)
LISTA DE PREFEITOS
Alfredizio Gomes (1954 - 1955)
Gaudêncio Lisboa (1955 - 1956)
Joaquim Correia e Silva (1956 - 1961)
Dr Ulisses Luna (1961 - 1966)
Anterno Correia Serpa (1966 - 1970)
Ulisses Alencar (1970 - 1973)
Dr José Serpa (1973 - 1977)
Rosalvo Souza (1977 - 1983)
Dr José Serpa (1983 - 1989)
Dr Rubens Bandeira (1989 - 1993)
Dr Adeilton Mafra (1993 - 1994)
Valter Carvalho (1994 - 1996)
Luiz Carlos Costa (1997 - 2000)
Luiz Carlos Costa (2001 - 2004)
Marcelo Lima (2005 - 2007)
Cazuza (2007 - 2008)
Kleber Lima (2008)
Valdo Sandes (2008)
Luiz Carlos Costa (2009 - 2012)
Luiz Carlos Costa (2013 - 2016)
Padre Eraldo Cordeiro (2017 - 2020)
Eliziane Ferreira Costa (2021 - 2024)
Eliziane Ferreira Costa (2025 - atual)